# Marta Hazas Cuesta
Marta Hazas Cuesta (Santander, Cantàbria - 31 de desembre de 1977) és una actriu espanyola. És sobretot coneguda pel seu paper d'Amelia Ugarte en la sèrie El Internado, Sara Reeves a Bandolera i Clara Montesinos a Velvet.

## Biografia[calcitació]
Després de llicenciar-se en periodisme, va estudiar art dramàtic a l'Escola de Cristina Rota encara que, ja havia començat molt abans la seva carrera com a actriu a l'escola del Palau de Festivals de Santander, la seva ciutat natal.
Les seves primeres aparicions en la televisió van ser amb personatges en episòdis de sèries com El comisario i Hospital Central de Telecinco o Cuéntame cómo pasó de Televisió Espanyola.
En 2006 va formar part del repartiment habitual de la sèrie juvenil SMS: Sense por a somiar de LaSexta, on va interpretar a Vicky durant les dues temporades que va durar la sèrie.
En 2007 va aconseguir el paper que va fer que fos coneguda pel gran públic. Va interpretar a la professora Amelia Ugarte durant les set temporades que es va emetre la sèrie El internado d'Antena 3, fins a 2010. El seu personatge va abandonar la sèrie a meitat de l'última temporada.
En 2008 va participar en les sèries Generación DF on va interpretar a Paula; i a Impares on va interpretar a Alessandra, les dues produccions d'Antena 3. També aquest any va estrenar la pel·lícula 8 citas dirigida per Peris Romano i Rodrigo Sorogoyen, una pel·lícula coral on comparteix repartiment al costat de Jordi Vilches i Verónica Echegui entre d'altres. A més, es va incorporar a la segona temporada programa de reportatges PuntoDoc d'Antena 3.
En 2011 protagonitza la nova sèrie d'Antena 3 Bandolera, ambientada en l'Andalusia de finals del segle xix. Va interpretar a Sara Reeves durant les dues temporades que va tenir la sèrie. El primer episodi es va emetre el dilluns 10 de gener de 2011 en horari de prime time, i a partir del dimarts següent es va emetre en horari de sobretaula (16.00h) de forma diària fins al dia de la seva finalització en el gener de 2013. També aquest any estrena la pel·lícula lo contrario al amor amb Adriana Ugarte i Hugo Silva i dirigida per Vicente Villanueva.
En 2013 s'incorpora a la tercera i última temporada de la reeixida sèrie d'època d'Antena 3 Gran Hotel, on comparteix repartiment amb Amaia Salamanca, Yon González i Eloy Azorín entre d'altres. Interpreta a Laura Montenegro, una infermera que arriba al Gran Hotel, durant 14 episodis de la temporada. També aquest any protagonitza la pel·lícula Muertos de Amor; dirigida per Mikel Aguirresarobe, i on comparteix elenc al costat de Javier Veiga, Ramón Esquinas i Iván Massagué entre d'altres. A més, s'uneix a la nova ficció d'Antena 3 Velvet al costat de Cecilia Freire, Javier Rey, Paula Echevarría i Adrián Lastra, on participa en les quatre temporades de la sèrie.
En 2014 va estrenar la pel·lícula Pancho, el perro milionario dirigida per Tom Fernández. A més, també es va incorporar com a col·laboradora habitual de la novena temporada del programa d'entreteniment El Hormiguero d'Antena 3.
Actriu versàtil i completa, Marta Hazas sempre ha compatibilitzat el seu treball en el cinema i la televisió amb el teatre. Destaca com a protagonista de grans clàssics com El mercader de Venecia on va donar vida a Porcia i com donya Inés en El cavallero de Olmedo. Clàssics i comèdies actuals com a Amigos hasta la muerte i Ya van 30, on també ha tingut un gran èxit de crítica i públic.

## Filmografia

### Pel·lícules
| Any  | Pel·lícula                                | Personatge |
| ---- | ----------------------------------------- | ---------- |
| 2001 | Nos miran                                 | -          |
| 2004 | El asombroso mundo de Borjamari y Pocholo | Mariola    |
| 2004 | Reprimidos                                | Soledad    |
| 2007 | 8 citas                                   | Cris       |
| 2011 | 3,2 (lo que hacen las novias)             | Mariam     |
| 2011 | Lo contrario al amor                      | Silvia     |
| 2013 | Muertos de amor                           | Reme       |
| 2014 | Pancho, el perro millonario               | Eva        |
| 2016 | La paloma y el cuervo                     | Rebecca    |

### Sèries de televisió
| Any         | Sèrie                  | Paper                              | Notes        |
| ----------- | ---------------------- | ---------------------------------- | ------------ |
| 2001        | El comisario           | -                                  | 1 Episodi    |
| 2003        | Un paso adelante       | Recepcionista                      | 1 Episodi    |
| 2003        | Hospital Central       | Estudiant                          | 2 Episodis   |
| 2003        | Cuentamé como pasó     | Chica 2                            | 2 Episodis   |
| 2004        | Paco y Veva            | Estrella                           | 1 Episodi    |
| 2004        | Capital                | Ruth                               | 65 Episodis  |
| 2005        | Fuera de control       | Marta                              | 1 Episodi    |
| 2005        | El pasado es mañana    | Pilar Arce                         | 8 Episodis   |
| 2006        | Los hombres de Paco    | Marta                              | 1 Episodi    |
| 2006        | Aída                   | Pili                               | 1 Episodi    |
| 2006        | Los Serrano            | Sandra                             | 1 Episodi    |
| 2006 - 2007 | SMS                    | Vicky                              | 60 Episodis  |
| 2007 - 2010 | El internado           | Amelia Ugarte                      | 64 Episodis  |
| 2008        | Generación D.F         | Paula                              | 17 Episodis  |
| 2008        | Impares                | Alessandra Sáez                    | 30 Episodis  |
| 2011        | Los misterios de Laura | Olivia Larralde                    | 1 Episodi    |
| 2011 - 2013 | Bandolera              | Sara Reeves / Sara Hermida Montoya | 510 Episodis |
| 2013        | Gran Hotel             | Laura Montenegro Rovinia           | 14 Episodis  |
| 2014 - 2016 | Velvet                 | Clara Montesinos Martín            | 54 Episodis  |

### Teatre
- 2016 - 5 y acción, interpretant a Marisol.
- 2014: Don Juan Tenorio interpretant a Donya Inés.
- 2014 - 2015: Confesiones de un Bartender.
- 2013 - 2014: El cavallero de Olmedo interpretant a Donya Inés.
- 2011 - 2012: Amigos hasta la muerte.
- 2009 - 2010: El mercader de Venecia interpretant a Porcia
- 2006 - 2007: Ya van 30.
- 2003: Elsa Schneider.
- 2003: Cistelaria.
- 2002 - 2003: Mismo amor, mismo coñazo.

### Programes de televisió
- 2014 - actualitat: El hormiguero com a col·laboradora. (Antena 3)
- 2012; 2013; 2014; 2015; 2016: El hormiguero com convidada. (Antena 3)
- 2011: Otra Movida, com convidada (Neox)
- 2009: Puntodoc, amb Pocholo i Álvaro de Marichalar (Antena 3)

## Premis
2010
- Premi a la millor actriu per al seu protagonista en el passat Festival de Cinema de Comèdia de Tarassona i el Moncayo per "Connecting People".[2]

2012
- Premi a la millor actriu en el Festival La Fila de Valladolid per "3,2 lo que hacen las novias".[3]

## Vida privada
Va conèixer a la seva parella, el també actor Javier Veiga, en l'any 2010, en el rodatge de la pel·lícula Muertos de amor. A l'octubre de 2016 la parella es va casar en el Palau de la Magdalena de Santander.